# 邁阿密族
邁阿密族（邁阿密-伊利諾伊語：Myaamiaki；英語：Miami）是一個採用阿爾岡昆語的美洲原住民民族。他們是五大湖沿岸原住民之一，控制今日印第安納州、密歇根州西南部和俄亥俄州西部。到了1846年，大多數邁阿密族都已經被遷入印第安領地（今日俄克拉荷馬州）。俄克拉荷馬州邁阿密部落是唯一獲得聯邦承認的邁阿密族部落。印第安納州邁阿密國是一個不獲聯邦承認的部落。

## 名稱
邁阿密族的名稱Miami來自Myaamia（複數為Myaamiaki），該部落在阿爾岡昆語族邁阿密-伊利諾伊語的自稱。該詞來自一個古代術語，意思是“下游人”。一些學者說邁阿密族稱自己為Twightwee（或Twatwa），應該是他們的聖鳥沙丘鶴的擬聲詞。近年的研究表明，Twightwee來自邁阿密族在特拉華語的外來名稱，tuwéhtuwe，一個未知詞源的名稱。有部分邁阿密族人聲稱這只是其他部落採用的名稱，不是他們本土的名稱。他們亦自稱Mihtohseeniaki（人民）。至今邁阿密族仍然使用此詞。

## 歷史

### 史前
早期邁阿密族被視為屬於密西西比文化的菲舍爾傳統（Fischer Tradition）。密西西比社會的特色是它基於玉米的農業，酋邦級別的社會組織，廣闊的地域性貿易網絡，分級的定居點模式，和其他因素。歷史上邁阿密族專注於狩獵，就如其他密西西比人。
邁阿密族的信史可追溯到在今威斯康辛州遭遇他們的傳教士和探險家，邁阿密族在17世紀中至18世紀中從該區域向南和向東遷移，遷入今天印第安納州東北部和俄亥俄州西北部的沃巴什河上游與莫米河。根據口傳歷史，這次遷移是回歸舊土的行為，他們因為在河狸戰爭中遭到更強大的易洛魁人的入侵而離開。東岸的早期歐洲殖民者和貿易商推動了對毛皮的需求，而在紐約州中西部地區的易洛魁人從貿易中早先獲得火器，實力大大增強，並征服俄亥俄河谷地區用作狩獵場。這已經導致了當地的人口流失，因為原先居住當地的阿爾岡昆林地部落作為難民逃往西部。戰爭和社會干擾，再加上歐洲人帶來他們無法免疫的傳染病，例如麻疹和天花，所造成的死亡，美洲原住民人口受到重挫。
歷代區域
| 年份    | 地點                                           |
| ------- | ---------------------------------------------- |
| 1658    | 溫尼貝戈湖東北部，威斯康辛州（法屬）           |
| 1667    | 威斯康辛州密西西比河谷                         |
| 1670    | 福克斯河前河，威斯康辛州；芝加哥村             |
| 1673    | 聖約瑟夫河村，密歇根州（邁阿密族之河）（法屬） |
|         | 卡拉馬祖河村，密歇根州                         |
| 1703    | 底特律村，密歇根州                             |
| 1720–63 | 邁阿密河位置，俄亥俄州                         |
|         | 西奧托河村（哥倫布市附近），俄亥俄州           |
| 1764    | 瓦巴什河的村莊，印地安納州                     |
| 1831    | 印第安領地（俄克拉荷馬州）                     |

### 接觸後

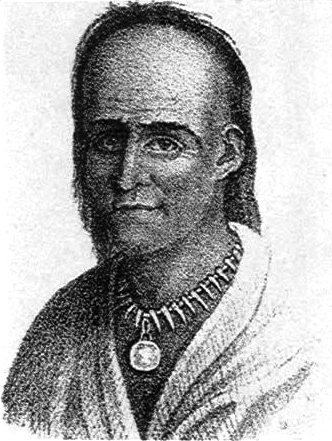
邁阿密酋長小海龜的板畫，據說是基於由吉爾伯特斯圖爾特所繪的肖像圖，它在英國人於1814年燒毀華盛頓特區時被摧毀。

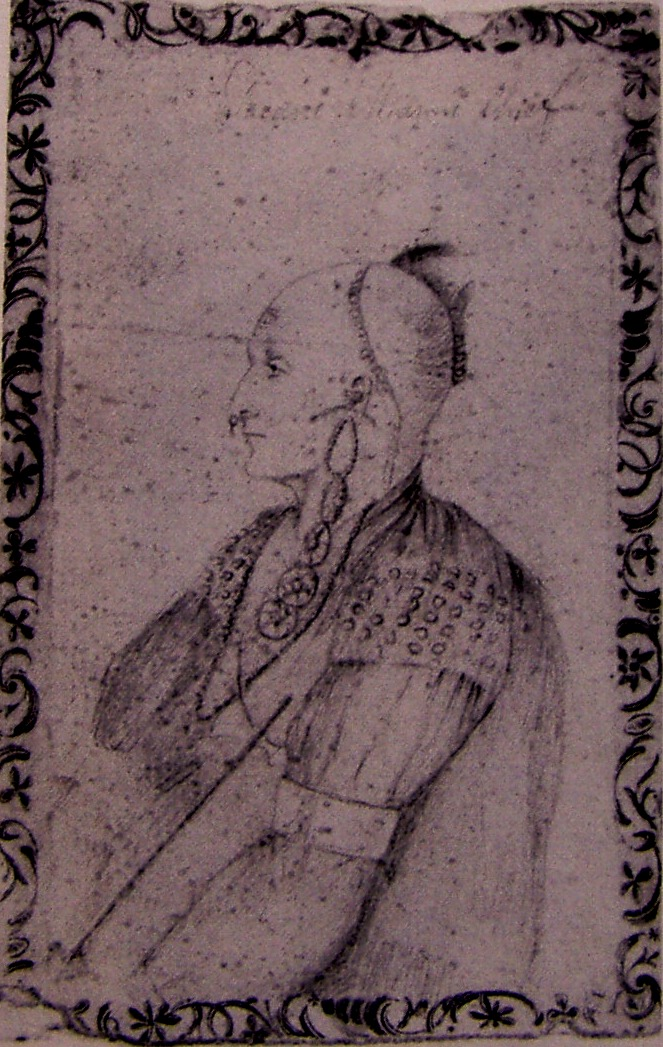
邁阿密酋長帕卡尼

當法國傳教士在17世紀中期最先接觸邁阿密族，創造對族群最早的文獻記載，這些原住民居住在密歇根湖西岸。據邁阿密族口述傳統，幾代以前，因為來自東方，企圖獨霸俄亥俄河谷毛皮的易洛魁人所帶來的壓力，而遷入今印地安納州北部、密歇根州南部和俄亥俄州北部。早期法國探險家發現邁阿密族與伊利諾伊聯盟在語言和文化上頗為相似。“邁阿密族”一詞對歷史學家來說意義不明確。在17和18世紀，“邁阿密族”一詞通常統稱所有這些派系為一個大部落。在19世紀，“邁阿密族”開始特指大邁阿密人（Atchakangouen）支派。
大約在18世紀初，在來自今加拿大的法國商人的支持下，邁阿密族交易毛皮換取槍支，推回到他們的原有領土並重新安置了它。此時，邁阿密族的主要支派是：
- 大邁阿密人（Atchakangouen）。主村落為凱基翁加（Kekionga），同時是整個部落聯盟的傳統首府。
- 基拉提卡人（Kilatika），後稱鰻河部落（Eel River Band of Miamis）
- Mengakonkia（又稱小海龜（英语：Little Turtle）部落）
- 佩皮科基亞人（Pepikokia），後稱蒂珀卡努支派（Tippecanoe）（本身自稱為「Kiteepihkwana」，意思是「牛胭脂魚之地的人」）
- 皮安克肖人（Piankeshaw）
- 韋阿人（Wea）

1696年，路易斯·包德委派讓·巴蒂斯特·比索（Jean Baptiste Bissot）擔任法國在印第安納州東北部和密歇根州西南部的前哨的指揮官。他與邁阿密族交好，首先進駐聖約瑟夫河，並於1704年在邁阿密族實際首府凱基翁加（Kekionga），今日印地安納州韋恩堡，設立一個貿易站和堡壘，控制了一條重要的陸路運輸，將毛米河（流入伊利湖並提供水路通往魁北克）與瓦巴什河（流入俄亥俄河並提供水路通往密西西比河谷）連接起來。
到18世紀，邁阿密人大部分都回到了今天的印第安納州和俄亥俄州的故土。英國在英法北美戰爭（七年戰爭）中的最終勝利導致英國在傳統邁阿密地區的存在增加。
效忠國的轉變以及白人定居點的逐步迫近促使邁阿密支派，例如皮安克肖人和韋阿人，合併成有時稱作「邁阿密聯盟」的集合體。美洲原住民在酋長小海龜的領導下組成更大的部落聯盟；他們的聯盟為對抗歐洲人和推進過來的白人移居者而設。在西北印第安戰爭期間，更廣泛的邁阿密族本身成為所謂的西方聯盟的一個子集。
美國後來為方便管理而把邁阿密人納入伊利諾伊人。鰻河部落保持一個相對分離的狀態，因此在19世紀的遷移得益。邁阿密族的傳統首府就是凱基翁加。

### 美國與部族分裂

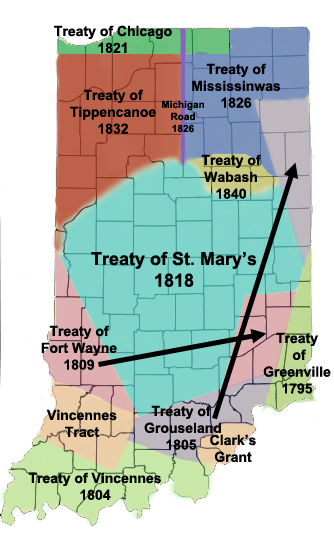
印第安納州邁阿密族的歷年領地改變

邁阿密族與美國的關係好壞參半。一部分村落在美國獨立戰爭公開支持美國革命軍，另一部分村落，圍繞在Ouiatenon附近的，就公閞反美。凱基翁加的邁阿密族與英國保持同盟關係，但並不公開反美（1780年遭受Augustin de La Balme襲擊時除外）。
《1783年巴黎和約》中，戰敗的英國正式把西北領地，即今天俄亥俄州、印第安納州、伊利諾伊州、密歇根州和威斯康星州，轉移到新興的美國。白人拓荒者湧入俄亥俄河谷，引發了關於他們是否有合法權利在部落認為未割讓的土地上開闢宅基地和定居點的爭議。邁阿密族邀請因白人定居者而流離失所的部落，特拉華人（萊納佩人）和肖尼族，重新定居在凱基翁加，從而形成了泛部落西方聯盟的核心。戰鬥人員襲擊白人定居者，試圖將他們驅逐出去，而白人——包括肯塔基民兵成員——有時會對美洲原住民村莊進行不分青紅皂白的報復性襲擊。由此產生的衝突被稱為西北印第安戰爭。
喬治華盛頓政府為了迫使部落簽署條約，給予白人土地建立定居點，和結束不斷升級的暴力，於1790年下令襲擊凱基翁加。美軍成功摧毀它但被酋長小海龜的戰士擊退。1791年，華盛頓政府第二次遠征攻擊凱基翁加，並進一步下令在那裡建造堡壘以永久佔領該地區，但西方聯盟在途中襲擊了美軍的營地並將他們摧毀。這場戰鬥被稱為「聖克萊的慘敗」，被視為美國歷史上美軍對上原住民的最大慘敗。1794年，「瘋子安東尼」·韋恩將軍率領的第三支入侵部隊在福倫廷伯斯戰役中擊敗了聯盟，沿莫米河數十英里的部落定居點被燒毀，於凱基翁加建立了韋恩堡。1795年，韋恩強加了《格林維爾條約》，西北印第安戰爭結束。當中，像小海龜這樣的聯盟領導人同意將現在俄亥俄州的大部分地區以及包括現在底特律中部、芝加哥和韋恩堡在內的西部其他地區割讓，以換取年金。
那些仍然憎恨美國的邁阿密人聚集在Ouiatenon和先知鎮周圍，肖尼酋長特庫姆塞在那裡領導了一個原住民族聯盟。領地總督威廉·亨利·哈里森與他的軍隊在1811年摧毀了先知鎮，並在1812年戰爭中襲擊了全部印第安納領地的邁阿密族村莊。該戰爭也發生了部落軍圍攻韋恩堡。
儘管安東尼·韋恩於議定《格林維爾條約》時承諾過把沒有割讓的地方視為部落領土（這也是印地安納州的名稱起源），且是永久的，不過實情並非如此。白人商人來到韋恩堡，政府用來向邁阿密人和其他部落發放年金的地方，向他們出售酒精和製成品。在年金日之間，商家以賒銷的方式向他們出售此類物品，部落的債務一再超過現有付款所能支付的範圍。哈里森及其繼任人奉行的政策是利用這些債務誘使部落首領簽署新條約，割讓大片集體持有的保留土地，然後同意遷移部落。作為誘使部落首領簽署此類條約的激勵措施，政府給予他們個人契約和其他個人津貼，例如為一位酋長建造一座豪宅。1846年，政府強迫部落的普通人離開，但有私有財產的幾個主要家庭被豁免並允許留在印第安納州，造成了嚴重分裂。
那些隸屬於該部落的人首先搬到堪薩斯州，然後搬到俄克拉荷馬州，在那裡他們獲得了個人分配的土地而不是保留地，努力使他們融入美國私有財產和自耕農文化。自1846年以來，美國政府已承認現在的俄克拉荷馬州邁阿密部落為官方部落政府。
在20世紀，總部位於印第安納州的邁阿密人未能成功尋求單獨的聯邦承認。儘管它們在1854年的條約中得到了美國的承認，但這種承認在1897年被剝奪。1980年，印第安納州立法機構把承認東邁阿密視為州法律問題，並投票支持聯邦承認。:291但在1993年，一名聯邦法官裁定上訴其身份的訴訟時效已經到期。:293但在1996年，俄克拉荷馬州邁阿密部落修改了憲法，允許擔任某些歷史角色的任何族人之後裔加入，從那時起，數百名印第安納州的邁阿密族成為了部落成員。今天，總部位於俄克拉荷馬州的邁阿密部落有大約5,600名註冊成員。然而，許多其他位於印第安納州的邁阿密人仍然認為自己是一個獨立的群體，被不公平地剝奪了單獨聯邦承認的權利。

## 以邁阿密族命名的地方
有不少地方因邁阿密族而得名。不過，佛羅里達州邁阿密並非以此命名，而是以佛羅里達州的邁阿密河命名，而該河又是取名於Mayaimi原住民部落。
| - 俄亥俄州莫米 - 印第安納州邁阿密 - 俄克拉荷馬州邁阿密 - 印第安納州邁阿密灣 - 俄亥俄州邁阿密海岸 - 俄亥俄州邁阿密莊園 - 俄亥俄州邁阿密斯堡 - 俄亥俄州邁阿密敦 - 俄亥俄州邁阿密維爾 - 俄亥俄州新邁阿密 - 印地安納州艾倫縣莫米鎮區 - 印地安納州卡斯縣邁阿密鎮區 - 堪薩斯州邁阿密縣邁阿密鎮區 - 堪薩斯州里諾縣邁阿密鎮區 - 俄亥俄州克萊蒙縣邁阿密鎮區 - 俄亥俄州格林縣邁阿密鎮區 - 俄亥俄州漢密爾頓縣邁阿密鎮區 - 俄亥俄州洛根縣邁阿密鎮區 - 俄亥俄州蒙哥馬利縣邁阿密鎮區 | - 印第安納州邁阿密縣 - 俄亥俄州邁阿密縣 - 堪薩斯州邁阿密縣 - 印地安納州邁阿密堡 - 密歇根州邁阿密堡 - 俄亥俄州邁阿密堡 - 俄亥俄州的小邁阿密河、大邁阿密河和邁阿密谷 - 印第安納州和俄亥俄州的莫米河 - 邁阿密和伊利運河 - 俄亥俄州牛津的邁阿密大學 - 托萊多莫米 |

## 著名邁阿密族
- 小海龜（英语：Little Turtle）（Mishikinakwa），18世紀戰爭酋長

## 外部連結
- Miami Indian Collection (MSS 004)
- Guide to Native American Resources
- . . 1913.
- .  (第11版). London. 1911.
- . . 1914 （英语）. 已忽略未知参数|HIDE_PARAMETER4= (帮助); 已忽略未知参数|HIDE_PARAMETER5= (帮助); 已忽略未知参数|HIDE_PARAMETER7= (帮助); 已忽略未知参数|HIDE_PARAMETER6= (帮助)